# Jesper Houmark
Jesper Houmark er en dansk håndboldtræner, som træner herrer håndboldligaholdet Fredericia HK. Han er ligeledes underviser på Vejle idrætsefterskole. Jesper Houmark har i en årrække været tilknyttet Dansk Håndbold Forbund, hvor han bl.a. var med til at vinde ungdoms-OL Guld i 2011. I 2015 var han ansat som landstræner for Great Britain Herrelandsholdet.

## Danske mesterskaber/Medaljer
- Bronze med Fredericia HK - 2022/23
- Sølv med Fredericia HK - 2023/24